# 21410 Cahill
21410 Cahill là một tiểu hành tinh vành đai chính với cận điểm quỹ đạo là 1.9828218 AU. Nó có độ lệch tâm quỹ đạo là 0.1303733 và chu kỳ quỹ đạo là 1257.54 ngày (3.44 năm).
Cahill có vận tốc quỹ đạo trung bình là 19.7250142 km/s và độ nghiêng quỹ đạo là 1.74917 °.
Nó được phát hiện ngày 20 tháng 3 năm 1998 bởi LINEAR.
The asteroidđược đặt tên theo tên của James Andrew Cahill, a finalist in the 2005 Intel Science Talent Search.